# 西山镇 (息烽县)
西山镇，是中华人民共和国贵州省貴陽市息烽县下辖的一个乡镇级行政单位。
2013年6月28日，贵州省人民政府批复同意撤销西山乡建制，设置西山镇，镇人民政府驻柏香山村。

## 行政区划
西山镇下辖以下地区：
金星村、林丰村、团元山村、小堡村、柏香山村、文安村、猪场村、田冲村、鹿窝村、西山村、新寨沟村、联合村和胜利村。